# Вім Янсен
Вім Янсен (нід. Wim Jansen, 28 жовтня 1946, Роттердам — 25 січня 2022) — нідерландський футболіст, що грав на позиції півзахисника. По завершенні ігрової кар'єри — футбольний тренер.
Виступав, зокрема, за клуб «Феєнорд», а також національну збірну Нідерландів.
Чотириразовий чемпіон Нідерландів. Дворазовий володар Кубка Нідерландів. Володар Кубка чемпіонів УЄФА. Володар Міжконтинентального кубка. Володар Кубка УЄФА. Володар Кубка Нідерландів (як тренер). Чемпіон Шотландії (як тренер). Володар Кубка шотландської ліги (як тренер).

## Клубна кар'єра
Народився 28 жовтня 1946 року в місті Роттердам. Вихованець футбольної школи клубу «Феєнорд». Дорослу футбольну кар'єру розпочав 1965 року в основній команді того ж клубу, в якій провів п'ятнадцять сезонів, взявши участь у 422 матчах чемпіонату.  Більшість часу, проведеного у складі «Феєнорда», був основним гравцем команди. За цей час тричі виборював титул чемпіона Нідерландів, ставав володарем Кубка чемпіонів УЄФА, володарем Міжконтинентального кубка, володарем Кубка УЄФА.
Згодом з 1980 по 1982 рік грав у складі команд клубів «Вашингтон Дипломатс» та «Аякс». Протягом цих років додав до переліку своїх трофеїв ще один титул чемпіона Нідерландів.
Завершив професійну ігрову кар'єру у клубі «Вашингтон Дипломатс», у складі якого вже виступав раніше. Прийшов до команди 1982 року, захищав її кольори до припинення виступів на професійному рівні у 1983 році.

## Виступи за збірну
У 1967 році дебютував в офіційних матчах у складі національної збірної Нідерландів. Протягом кар'єри у національній команді, яка тривала 14 років, провів у формі головної команди країни 65 матчів, забивши 1 гол.
У складі збірної був учасником чемпіонату світу 1974 року у ФРН, де разом з командою здобув «срібло», чемпіонату Європи 1976 року в Італії, на якому команда здобула бронзові нагороди, чемпіонату світу 1978 року в Аргентині, де нідерландці знову здобули «срібло».

## Кар'єра тренера
Розпочав тренерську кар'єру відразу ж по завершенні кар'єри гравця, 1983 року, увійшовши до тренерського штабу клубу «Феєнорд».
В подальшому очолював команди клубів «Локерен», «Феєнорд», «Санфречче Хіросіма» та «Селтік», а також входив до тренерського штабу національної збірної Саудівської Аравії.
Наразі останнім місцем тренерської роботи був клуб «Урава Ред Даймондс», головним тренером команди якого Вім Янсен був до 2003 року.

## Титули і досягнення

### Як гравця
- Чемпіон Нідерландів (4):

«Феєнорд»: 1968–69, 1970–71, 1973–74
«Аякс»: 1981–82
- Володар Кубка Нідерландів (2):

«Феєнорд»: 1968–69, 1979–80
- Володар Кубка чемпіонів УЄФА (1):

«Феєнорд»: 1969-1970
- Володар Міжконтинентального кубка (1):

«Феєнорд»: 1970
- Володар Кубка УЄФА (1):

«Феєнорд»: 1973-1974
- Віце-чемпіон світу: 1974, 1978

### Як тренера
- Володар Кубка Нідерландів (1):

«Феєнорд»: 1991–92
- Чемпіон Шотландії (1):

«Селтік»: 1997–98
- Володар Кубка шотландської ліги (1):

«Селтік»: 1997–98